# ساگارا، کوماتومو
ساگارا، کوماتومو (به لاتین: Sagara, Kumamoto) یک منطقهٔ مسکونی در ژاپن است که در Kuma District واقع شده‌است. ساگارا ۵٬۴۴۸ نفر جمعیت دارد.